# Comuna de Grodków
Grodków (polaco: Gmina Grodków) é uma gminy (comuna) na Polónia, na voivodia de Opole e no Condado de Brzeg. A sede do condado é a cidade de Grodków.
De acordo com os censos de 2004, a comuna tem 19 711 habitantes, com uma densidade 68,8 hab/km².

## Área
Estende-se por uma área de 286,39 km², incluindo:
- área agricola: 77%
- área florestal: 14%

## Demografia
Dados de 30 de Junho 2004:
|                      | Total   | Total | Mulheres | Mulheres | Homens  | Homens |
| -------------------- | ------- | ----- | -------- | -------- | ------- | ------ |
|                      | pessoas | %     | pessoas  | %        | pessoas | %      |
| População            | 19 711  | 100   | 9996     | 50,7     | 9715    | 49,3   |
| Densidade (pop./km²) | 68,8    | 100   | 34,9     | 34,9     | 33,9    | 33,9   |

De acordo com dados de 2002, o rendimento médio per capita ascendia a 1344,07 zł.

## Comunas vizinhas
- Kamiennik, Niemodlin, Olszanka, Pakosławice, Przeworno, Skoroszyce, Wiązów